# Asperula glomerata
Asperula glomerata là một loài thực vật có hoa trong họ Thiến thảo. Loài này được (M.Bieb.) Griseb. mô tả khoa học đầu tiên năm 1844.